# Warrant (musikgrupp)
Warrant är en amerikansk musikgrupp, bildad 1984 i Los Angeles. Bandet hade sin storhetstid i slutet av 1980- och början av 1990-talet, då de gav ut albumen Dirty Rotten Filthy Stinking Rich, Cherry Pie och Dog Eat Dog och hade hitar som "Heaven", "Cherry Pie" och "I Saw Red". Under denna period utgjordes bandet av sångaren Jani Lane, gitarristerna Erik Turner och Joey Allen, basisten Jerry Dixon och trummisen Steven Sweet.

## Medlemmar
Nuvarande medlemmar
- Erik Turner – rytmgitarr, sologitarr, akustisk gitarr, munspel, bakgrundssång (1984– )
- Jerry Dixon – basgitarr, bakgrundssång (1984– )
- Steven Sweet – trummor, slagverk, bakgrundssång (1986–1994, 2004– )
- Joey Allen – sologitarr, rytmgitarr, akustisk gitarr, banjo, munspel, bakgrundssång (1987–1994, 2004– )
- Robert Mason – sång, gitarr (2008– )

Tidigare medlemmar
- Josh Lewis – sologitarr, rytmgitarr, bakgrundssång (1984–1986)
- Adam Shore – sologitarr (1984–1985)
- Max Asher – trummor, slagverk (1984–1985)
- Chris Vincent – basgitarr (1984)
- Jani Lane – sång, elgitarr, 6 & 12-strängs akustisk gitarr, keyboard, piano, trummor, slagverk (1986–1993, 1994–2004, 2008; död 2011)
- Dave White – keyboard, bakgrundssång (1992–1995)
- Rick Steier – sologitarr, rytmgitarr (1994–2000)
- James Kottak – trummor, slagverk, bakgrundssång (1994–1996)
- Bobby Borg – trummor, slagverk, bakgrundssång (1996–1997)
- Vik "Vikki" Foxx – trummor, slagverk (1997–1998)
- Danny Wagner – trummor, slagverk, bakgrundssång (1998–2000)
- Mike Fasano – trummor, slagverk, bakgrundssång (2000–2003, 2004)
- Keri Kelli – sologitarr, rytmgitarr (2000)
- Billy Morris – sologitarr, rytmgitarr, bakgrundssång (2000–2004)
- Mike Morris – keyboard (2000–2004)
- Kevan Phares – trummor, slagverk (2003–2004)
- Jaime St. James – sång (2004–2008)
- Brent Woods – sologitarr, bakgrundssång (2004)

Turnerande medlemmar
- Scott Warren – keyboard, munspel, bakgrundssång (1989–1991)
- Terry Ingram – keyboard, bakgrundssång (1991)
- Danny Wagner – keyboard, bakgrundssång (1995–1998)
- Shawn Zavodney – keyboard, bakgrundssång (2001–2004)
- Dan Conway – trummor, slagverk, bakgrundssång (2006)
- Michael Foster – trummor, slagverk, bakgrundssång (2012–2013)

## Diskografi
Studioalbum
- 1989 – Dirty Rotten Filthy Stinking Rich
- 1990 – Cherry Pie
- 1992 – Dog Eat Dog
- 1995 – Ultraphobic
- 1996 – Belly to Belly
- 1997 – Warrant Live 1986-1997
- 1999 – Greatest & Latest
- 2001 – Under the Influence
- 2006 – Born Again
- 2011 – Rockaholic

Livealbum
- 1997 – Warrant Live 1986-1997

Singlar (urval) (topp 50 på Billboard)
- 1989 – "Down Boys" (US #27, US Main. Rock #13)
- 1989 – "Heaven" (US #2, US Main. Rock #3)
- 1989 – "Big Talk" (US Main. Rock #30)
- 1990 – "Sometimes She Cries" (US #20, US Main. Rock #11)
- 1990 – "Cherry Pie" (US #10, US Main. Rock #19)
- 1991 – "I Saw Red" (US #10, US Main. Rock #14)
- 1991 – "Uncle Tom's Cabin" (US Main. Rock #19)
- 1991 – "Blind Faith" (US Main. Rock #39)
- 1992 – "Machine Gun" (US Main. Rock #36)

Samlingsalbum
- 1996 – The Best of Warrant
- 1996 – Rocking Tall
- 2004 – Then and Now
- 2005 – Extended Versions
- 2011 – Dirty Rotten Filthy Stinking Rich / Cherry Pie / Dog Eat Dog
- 2012 – Original Album Classics
- 2013 – Playlist: The Very Best of Warrant